# Amphiasma divaricatum
Amphiasma divaricatum är en måreväxtart som först beskrevs av Adolf Engler, och fick sitt nu gällande namn av Cornelis Eliza Bertus Bremekamp. Amphiasma divaricatum ingår i släktet Amphiasma och familjen måreväxter.
Artens utbredningsområde är Namibia. Inga underarter finns listade i Catalogue of Life.